# Lük ábécé
A lük ábécé a lük nyelv írására szolgáló betűírás. Anatólia délnyugati részén több, egymástól nem független írásrendszer alakult ki, amelyek mindannyian a görög ábécé és a korábbi ugariti és föníciai közti betűformákat mutatják. A lük írás kialakulásának ideje nem ismert. A lük nyelv már az i. e. 13. században önállónak számítható, de lük nyelvű, lük ábécével írt feliratok legkorábban az i. e. 5. század végéről ismertek.
Ahogyan a lük nyelv is jórészt megfejtetlen még, úgy a lük írás karaktereinek kiejtései is helyenként bizonytalanok, illetve többnek a kiejtése változott az idők során.

## Az ábécé fontjai
| jel             | unicode (U+) | átírás | megfelelője | megfelelője | megfelelője | megfelelője | megfelelője | megfelelője |
| jel             | unicode (U+) | átírás | ugariti     | etruszk     | föníciai    | rovás       | görög       | latin       |
| --------------- | ------------ | ------ | ----------- | ----------- | ----------- | ----------- | ----------- | ----------- |
| / 𐊀 / –         | 10280        | a      | 𐎀           | ay          | aleph       | a           | Αα          | Aa          |
| / 𐊁 / – / –     | 10281        | e      | 𐎅           | e           |             | /           | Εε          | Ee          |
| 𐊂               | 10282        | b / β  | 𐎁           | bee         | bét         | b           | Ββ          | Bb          |
| 𐊃               | 10283        | bh / β | –           | –           | –           | –           | –           | –           |
| –               | –            | β / kw | –           | –           | –           | –           | –           | –           |
| / 𐊄 / – / – / – | 10382        | g / γ  | 𐎂           | /           | gimel       | g           | Γγ          | Cc, Gg      |
| 𐊅               | 10285        | d / ð  | 𐎄           | dee         | dalet       | d           | Δδ          | Dd          |
| 𐊆               | 10286        | i      | 𐎊           | jay         |             | i           | Ιι          | Ii, Jj      |
| 𐊇               | 10287        | w      | 𐎆           | /           | váv         | v           | Υυ          | Uu, Vv, Ww  |
| 𐊈               | 10288        | z / ts | 𐎇           | /           | zajin       | z           | Ζζ          | Zz          |
| 𐊉               | 10289        | th / θ | 𐎘           | tjuh        |             | ty          |             |             |
| 𐊊               | 1028A        | j / y  | 𐎓           | i           | ajin        | j           | –           | Jj          |
| / 𐊋 / –         | 1028B        | k / k< | 𐎋           | /           | káf         | k           | Κκ          | Kk          |
| 𐊌               | 1028C        | q / k  | 𐎖           | qu          | kof         | –           | (Κκ) ϙ      | Qq          |
| 𐊍               | 1028D        | l      | 𐎍           | el          | lámed       | l           | Λλ          | Ll          |
| 𐊎               | 1028E        | m      | 𐎎           | em          | mem         | m           | Μμ          | Mm          |
| 𐊏               | 1028F        | n      | 𐎐           | en          | nun         | n           | Νν          | Nn          |
| 𐊐               | 10290        | m̃ / m¬ | –           | –           | –           | –           | –           | –           |
| 𐊑               | 10291        | ñ / n¬ | –           | –           | –           | –           | –           | –           |
| 𐊒               | 10292        | u      | 𐎜           | vee         | –           | u           | Υυ          | Yy          |
| 𐊓               | 10293        | p      | 𐎔           | pee         | pé          | p           | Ππ          | Pp          |
| 𐊔               | 10294        | kk     | –           | –           | –           | ()          | –           | –           |
| 𐊕               | 10397        | r      | 𐎗           | ar          | rés         | r           | Ρρ          | Rr          |
| 𐊖               | 10296        | s      | 𐎒           | es          | számek      | sz          | Ξξ, Χχ, Ϡ   | Ss          |
| 𐊗               | 10297        | t / c  | 𐎚           | tee         | táv         | t           | Ττ          | Tt          |
| 𐊘               | 10298        | tt     | –           | –           | –           | –           | –           |             |
| 𐊙               | 10299        | an / ã | –           | –           | –           | –           | –           | –           |
| 𐊚               | 1029A        | en / ẽ | –           | –           | –           | –           | –           | –           |
| 𐊛               | 1029B        | h      | 𐎈           | haa         | hét         | h           | Ηη          | Hh          |
| 𐊜               | 1029C        | x / k  | –           | –           | –           | –           | Χχ          | Xx          |
| –               | –            | –      | 𐎟           | –           | –           | –           | –           | –           |